# Girart de Vienne
Girart de Vienne, auch Girard de Viane (deutsche Übersetzung: Gerhard von Vienne), ist ein Chanson de geste, das zwischen 1190 und 1224 von Bertrand de Bar-sur-Aube geschrieben wurde. Historisches Vorbild ist Gerhard II., Graf von Vienne, ein fränkischer Adliger des 9. Jahrhunderts.

## Inhalt
Das Heldenepos erzählt von den Söhnen und Enkeln des Garin de Monglane und deren Auseinandersetzungen mit Kaiser Karl dem Großen. Die vier Söhne sind Hernaut, Girart, Renier und Milon. Hernauts Sohn Aymeri ist empört, als er hört, wie die Kaiserin damit prahlt, wie sie einst seinen Onkel Girart demütigte; er fordert Genugtuung. Um einen Krieg zu vermeiden, tritt Olivier, der Sohn Reniers, zum Duell gegen Roland an, den Neffen des Kaisers.
Doch keiner der beiden Helden siegt und als die Nacht hereinbricht, fordert ein Engel die beiden auf, ihre Kräfte für den Kampf gegen die Ungläubigen aufzusparen. Die beiden schwören einander ewige Freundschaft und Roland macht Oliviers Schwester Aude einen Heiratsantrag. Girart versöhnt sich mit seinem Kaiser, doch bevor die Hochzeit von Roland und Aude stattfinden kann, verkündet ein Bote die Ankunft der Sarazenen in der Gascogne.

## Eigenschaften und Besonderheiten des Epos
Das Heldenepos Girart de Vienne, geschrieben in Altfranzösischer Sprache, umfasst 6929 assonierende zehnsilbige Verse in unterschiedlich langen Strophen (sog. Laissen). Es basiert wahrscheinlich auf früheren, heute verlorenen Dichtungen. Das Epos war bis in die Renaissance sehr populär und wurde im Laufe der Zeit in eine Version mit Alexandrinern (14. Jahrhundert) und mehrere Prosaversionen umgesetzt.
Zu Beginn des Epos (Verse 8–80) unterteilt der Autor die niedergeschriebenen Chanson de geste in drei Gruppen:
- den Zyklus um die Könige Frankreichs,
- den Zyklus um Doolin de Mayence, in dem es um Verrat gegen das Königshaus geht, und
- den Zyklus um Garin de Monglane und seine Nachkommen, insbesondere Wilhelm von Aquitanien (Guillaume d’Orange).

Girart de Vienne gehört zum letztgenannten Zyklus.
In den Versen 99–101 nennt sich der Autor Bertrand, einen Kleriker, der das Epos in Bar-sur-Aube niederschreibt.